# Gwenc'hlan Le Scouëzec
Heol Loïc Gwennglan Le Scouëzec, dit Gwenc’hlan Le Scouëzec est un médecin et écrivain français né le 11 novembre 1929 à Plouescat et mort le 6 février 2008 à Brasparts.

## Biographie

### Enfance et formation
Il naît en 1929 à Plouescat. Il est le fils du peintre voyageur Maurice Le Scouëzec.
Il passe une partie de son enfance à Paris, Madagascar, et Douarnenez.
Il entreprend des études secondaires à à Saint-Vincent de Pont-Croix, Saint-Yves de Quimper et à Saint-Grégoire de Tours.
Il fait partie du mouvement scout breton Bleimor.

### Carrière
Il fait son service militaire à la Légion étrangère en Algérie.
En 1953, suite à son service militaire, il enseigne le français en Grèce. En 1960, il commence des études de médecine à Paris.
Il exerce la médecine à Quimper à partir de 1969. La même année, il cofonde Skoazell Vreizh.
En 1985, il cesse d'exercer la médecine et décide de se consacrer à l'étude de la culture celtique et bretonne. Il crée les éditions Beltan en 1985.

### Décès
Il décède le 6 février 2008 à Brasparts,.

## Druidisme

### Gorsedd de Bretagne
Le 1er avril 1979, il est nommé Grand Druide adjoint de la Gorsedd de Bretagne, avec une succession implicitement prévue, par le conseil directeur (Poellgor).
À son initiative, la Gorsedd complète son appellation par celle de « Fraternité des druides, bardes et ovates de Bretagne ». Fondée en 1899, elle est le plus ancien organe néo-druidique existant en France, alors que la Fraternité des bardes de Bretagne (Breuriez Barzed Breiz), créée en 1838 par Théodore Hersart de la Villemarqué, n'a eu qu'une activité très réduite, littéraire et linguistique,.
Il a documenté le fonctionnement interne de la Gorsedd à partir des archives qui lui avaient été transmises.

### Rite forestier
En novembre 1993, il rassemble autour de lui un groupe de francs-maçons français[réf. nécessaire].
Sous l'impulsion du frère Régis Blanchet, et après un travail de recherche historique, ils constituent une « loge maçonnique de la pierre » pour ensuite y instaurer le rite maçonnique forestier des Modernes, qui prit le nom des « Forestiers d'Avallon », première vente forestière de la résurgence des rites forestiers en France.

## Publications
- Gwenc'hlan Le Scouëzec et René Alleau (préf. Gilbert Durand), Encyclopédie de la divination, Tchou, 1964
- Gwenc'hlan Le Scouëzec, Le guide de la Bretagne mystérieuse, Coop Breizh, 637 p. (ISBN 978-2843468315)
- Gwenc'hlan Le Scouëzec, Arthur, roi des Bretons d'Armorique, Paimpont, Le Manoir du tertre, 1998 (ISBN 2-913478-00-X)
- Gwenc'hlan Le Scouëzec, La médecine en Gaule, Guipavas, Kelenn, 1976
- Gwenc'hlan Le Scouëzec, Bretagne, terre sacrée: un ésotérisme celtique, Editions de Beltan, 1986 (ISBN 978-2-905939-05-0)
- Gwenc'hlan Le Scouëzec, Pierres sacrées de Bretagne (1): Calvaires et enclos paroissiaux, Seuil, 1er janvier 1982 (ISBN 978-2021269758)
- Brasparts : une paroisse des monts d’Arrée. Le Seuil, 1980.
- Le peintre Le Scouëzec. Brasparts, Alrea, 1984.
- Gwenc'hlan Le Scouëzec et Henry Le Bal, Le Scouëzec: 1881-1940, Beltan, 2005 (ISBN 978-2-9516454-5-5)
- Le peintre Le Scouëzec, mon père. Brasparts, Beltan, 1995.
- Le Scouëzec, 1881-1940 : Montparnasse, la Bretagne, l'Afrique. Cénomane, 1998.
- Gwenc'hlan Le Scouëzec, Dictionnaire de la tradition bretonne, Le Grand livre du mois, 1er janvier 1999 (ISBN 978-2702837238)
- Guide des calvaires bretons. Spézet, Coop Breizh, 1999.
- Itinéraire spirituel en Bretagne. Paris, La Table Ronde, 2000.
- La tradition des druides, trois tomes. Beltan, 2001.
- Le grand druide était innocent. Éditions Beltan. (François Taldir-Jaffrenou).
- Maurice Le Scouëzec, 1881-1940. Textes de Gwenc'hlan Le Scouëzec et Henry Le Bal. Éditions Beltan, 2005.

En collaboration avec Jean-Robert Masson :
- Pierres sacrées de Bretagne : calvaires et enclos paroissiaux (1982).
- Pierres sacrées de Bretagne : croix et sanctuaires (1983).
- Bretagne mégalithique (1987).
- Enez Eusa, Ouessant mystérieux (avec la coll. de Maï-Sous Robert-Dantec). Quimper : Élisart Éditeur, 2001.

## Fonds et archives
En 2008, Bernadette Le Huche-Le Scouëzec, sa dernière épouse, a fait don d'une partie de la bibliothèque de Gwenc'hlan Le Scouëzec à la Bibliothèque Yves-Le Gallo du Centre de recherche bretonne et celtique (CRBC) de l'Université de Bretagne occidentale.